# Забелин, Святослав Игоревич
Святосла́в И́горевич Забе́лин (род. 23 сентября 1950 года) — советский и российский эколог, общественный деятель, лидер природоохранного движения России. Лауреат Премии Голдманов в области охраны окружающей среды (1993).

## Биография
Родился в 1950 году в Москве. Отец — Игорь Михайлович Забелин (1927—1986) — писатель, географ; мать — Тамара Михайловна Забелина. В 1972 году окончил биолого-почвенный факультет Московского государственного университета им. М. В. Ломоносова. Кандидат биологических наук (1979 год). В 1976—1979 гг. научный сотрудник лаборатории охраны природы биологического факультета МГУ. С 1979 по 1986 год занимал должность заместителя директора по научной работе в Сюнт-Хасардагском заповеднике (Туркменистан), затем работал в Центральной научно-исследовательской лаборатории охотничьего хозяйства и заповедного дела (1986—1988 гг.), Институте истории естествознания и техники АН СССР (1989—1990). Один из учредителей Российского Социально-экологического Союза. Сопредседатель его Совета.
В сентябре 1967 года вступил в студенческую Дружину по охране природы биофака МГУ, с 1970 по 1971 год был командиром Дружины; в 1970 году — координатор, с 1972 по 1979 год — председатель Координационного совета Движения Дружин по охране природы, уникального в истории СССР студенческого природоохранного движения, которое в конце 80-х переросло сначала во всесоюзный, а затем в Международный социально-экологический союз (МСоЭС, англ. SEU). Будучи директором координационного и информационного центра СоЭС с 1987 по 1992 год, Забелин создал компьютерную сеть, которая способствовала сотрудничеству между экологами бывшего СССР.
С 1991 по 1993 год работал сотрудником аппарата Советника Президента Российской Федерации по вопросам экологии и охраны здоровья А. В. Яблокова, где разрабатывал законы об охране окружающей среды.
В 2002—2009 гг. был председателем Координационного совета АНО «Независимое экологическое рейтинговое агентство», в дальнейшем стал экспертом эколого-энергетического рейтингового агентства «Интерфакс-ЭРА». Указом Президента Российской Федерации В. В. Путина от 19 октября 2002 года № 1208 «О составе Комиссии по правам человека при Президенте Российской Федерации» включён в состав Комиссии. Указом Президента Российской Федерации от 6 ноября 2004 года № 1417 включён в Совет при Президенте Российской Федерации по развитию гражданского общества и правам человека.
С 2018 года работает над формированием еженедельного дайджеста «Обзор эконовостей Международного социально-экологического союза: охрана природы, защита окружающей среды, процессы развития человечества», размещаемого на интернет-проектах Forest.ru и Экодело и распространяемого по электронной почте.
Святослав женат (супруга — Нина Ивановна Забелина, 1946 г. р., биолог); дети: Звенислава (9.02.1974 г. р.), Игорь (9.02.1974 г. р.).

## Научные интересы
В сфере научных интересов — физиология высшей нервной деятельности, поведение и биология муравьёв, заповедное дело, экологическое образование, общественное экологическое движение, перспективы общественного развития.

## Награды
- Благодарность Президента Российской Федерации (30 апреля 2008 года) — за большой вклад в развитие институтов гражданского общества и обеспечение защиты прав и свобод человека и гражданина[17].
- Лауреат премии Голдмана (1993) — за вклад в развитие экологического движения постсоветского пространства[9][18].